# 1956年メルボルンオリンピックのハンガリー選手団
1956年メルボルンオリンピックのハンガリー選手団（1956ねんメルボルンオリンピックのハンガリーせんしゅだん）は、1956年11月22日から12月8日にかけてオーストラリアのメルボルンで開催された1956年メルボルンオリンピックのハンガリー選手団、およびその競技結果。

## 概要
今大会は金メダル9個、銀メダル10個、銅メダル7個の合計26個のメダルを獲得した。
ボクシング男子ライトミドル級では、ラズロ・パップが1948年ロンドンオリンピックミドル級、1952年ストックホルムオリンピックミドル級に続き3大会連続となる金メダルを獲得した。

## メダル
| メダル | 選手名                   | 競技       | 種目               |
| ------ | ------------------------ | ---------- | ------------------ |
| 金     | ラズロ・パップ           | ボクシング | 男子ライトミドル級 |
| 銀     | ヨージェフ・コヴァックス | 陸上       | 男子10000m         |
| 銀     | サーンドル・ロズニョイ   | 陸上       | 男子3000m障害      |